# Cuima
Cuima este un oraș din provincia Huambo, Angola.